# Хулио, Хорхе Эльесер
Хо́рхе Элье́сер Ху́лио Ро́ча (исп. Jorge Eliécer Julio Rocha; род. 4 апреля 1969, Эль-Ретен) — колумбийский боксёр, представитель легчайшей весовой категории. Выступал за сборную Колумбии по боксу во второй половине 1980-х годов, бронзовый призёр летних Олимпийских игр в Сеуле, обладатель бронзовой медали чемпионата Центральной Америки и Карибского бассейна. В период 1989—2003 годов успешно боксировал на профессиональном уровне, владел титулами чемпиона мира по версиям WBA и WBO.

## Биография
Хорхе Эльесер Хулио родился 4 апреля 1969 года в городе Эль-Ретен департамента Магдалена, Колумбия.

### Любительская карьера
Первого серьёзного успеха на взрослом международном уровне добился в сезоне 1987 года, когда вошёл в основной состав колумбийской национальной сборной и побывал на чемпионате Центральной Америки и Карибского бассейна в Сан-Хосе, откуда привёз награду бронзового достоинства — в полуфинале наилегчайшего веса уступил титулованному кубинцу Педро Орландо Рейесу.
Благодаря череде удачных выступлений удостоился права защищать честь страны на летних Олимпийских играх 1988 года в Сеуле — в категории до 54 кг благополучно прошёл первых четырёх соперников по турнирной сетке, тогда как в пятом поединке на стадии полуфиналов по очкам проиграл болгарину Александру Христову и получил таким образом бронзовую олимпийскую медаль.

### Профессиональная карьера
Вскоре по окончании сеульской Олимпиады Хулио покинул расположение колумбийской сборной и успешно дебютировал на профессиональном уровне. Первое время выступал исключительно на территории Колумбии, одержав в течение трёх лет более двадцати побед.
Поднявшись в рейтингах, в 1992 году удостоился права оспорить титул чемпиона мира в легчайшем весе по версии Всемирной боксёрской ассоциации (WBA), который на тот момент принадлежал американцу Эдди Куку (18-1). Противостояние между ними продлилось все отведённые 12 раундов, в итоге судьи единогласно отдали победу Хулио, признав его новым чемпионом. Он дважды защитил свой чемпионский пояс, лишившись его только в октябре 1993 года в поединке с непобеждённым Джуниором Джонсом (30-0) — стал первым боксёром, кому удалось отправить Джонсона в нокдаун, тем не менее, в конечном счёте проиграл единогласным решением судей, потерпев тем самым первое поражение в своей профессиональной карьере.
Несмотря на проигрыш, Хорхе Хулио продолжил активно выходить на ринг и в дальнейшем сделал впечатляющую серию из шестнадцати побед подряд. В том числе в 1996 году он завоевал титул чемпиона Североамериканской боксёрской организации (NABO) и в 1998 году стал чемпионом мира по версии Всемирной боксёрской организации (WBO). Вновь два раза сумел защитить титул чемпиона мира, во время третьей защиты в январе 2000 года потерпел поражение единогласным решением от Джонни Тапии (46-1-2).
В феврале 2001 года боксировал с мексиканцем Аданом Варгасом (35-2-1) за титул чемпиона Североамериканской боксёрской федерации (NABF), но проиграл единогласным судейским решением.
В июне 2002 года встретился с обладателем титула чемпиона мира по версии Международной боксёрской федерации (IBF) филиппинцем Мэнни Пакьяо (33-2-1) — во втором раунде дважды побывал в нокдауне и потерпел поражение техническим нокаутом.
Последний раз боксировал на профессиональном уровне в мае 2003 года, поднявшись на ринг против сильного мексиканца Исраэля Васкеса (33-3) — уступил ему технически нокаутом в последнем десятом раунде поединка. В общей сложности провёл в профессиональном боксе 49 боёв, из них 44 выиграл (в том числе 32 досрочно) и 5 проиграл.